# Il Trecentonovelle
Il Trecentonovelle è una raccolta dello scrittore toscano Franco Sacchetti. Originariamente doveva comprendere 300 novelle, ma solo 224 sono arrivate a noi, comprese quelle mutile e frammentarie, mentre 76 sono andate perdute probabilmente a causa di danni materiali subiti dal codice che risulta essere il capostipite della tradizione manoscritta.
La lingua del Trecentonovelle si discosta dal fiorentino aureo di Petrarca e Boccaccio, avvicinandosi a quello argenteo tipico del Quattrocento, più vicino al parlato e caratterizzato da una maggiore instabilità grammaticalmente. Proprio a causa della lingua, l'opera di Sacchetti non fu apprezzata dagli umanisti come Salviati, i quali, più attratti dalla regolarità della lingua degli autori trecenteschi, non ne riconobbero il valore. Questo, insieme alla sfortunata tradizione dell'opera, ne limitò la fama, nonostante ad oggi si inserisca concordemente il Trecentonovelle nella migliore tradizione novellistica.

## Storia e descrizione
Il testimone più antico che conserva l'opera è costituito da due codici manoscritti: la prima metà delle novelle si trova nel Magliabechiano VI 112, situato nella Biblioteca Nazionale Centrale di Firenze, mentre la seconda metà si trova nel Laurenziano XLII 12, che si trova nella Biblioteca Medicea Laurenziana. Il testo, piuttosto danneggiato, fu dato alle stampe per la prima volta da Antonio Maria Biscioni a cura di Giovanni Gaetano Bottari nel 1726, riportando la falsa data 1724.
Quando Franco Sacchetti mise mano al Trecentonovelle era già un autore noto e rispettato, «infatti, quando nell'ultimo quindicennio della vita l’egregio uomo concepiva un così vasto disegno, non solo godeva nella sua patria e fuori di molta autorità, come cittadino virtuoso e dabbene, per importanti servizi resi al Comune; ma vi godeva altresì una buona reputazione come poeta e letterato». La raccolta fu probabilmente ideata da Sacchetti durante il suo incarico di priore nel 1385 a Bibbiena, mentre la redazione dovette iniziare forse nel 1392 durante il podestariato di San Miniato per poi svilupparsi tra il 1393 e la morte dell'autore.
La raccolta si apre con un proemio nel quale l'autore dichiara, secondo il modello di Boccaccio, di voler raccogliere tutte le novelle, dalle antiche alle moderne, di cui fu a conoscenza o protagonista diretto. Si notano pertanto nell'opera la tendenza all'autobiografia e uno spiccato senso moralistico, che viene spiegato dall'autore stesso quando, sempre nel proemio, dichiara di voler prendere ad esempio Dante "che quando avea a trattare di virtú e di lode altrui, parlava egli, e quando avea a dire e’ vizii e biasimare altrui, lo faceva dire alli spiriti". Le novelle, quasi tutte di ambientazione fiorentina, trattano del potere del signore o del comune di Firenze, del tema della burla e delle avventure di giullari di professione o di burlatori d'occasione. Alcune sono dedicate ad illustri personaggi dell'epoca, come Bernabò Visconti, Guglielmo di Castelbarco, Mastino II della Scala e Ludovico Gonzaga, con un intero ciclo dedicato al giullare Dolcibene de' Tori. Grazie al contenuto storico e alla matrice autobiografica, il Trecentonovelle si attesta come buona fonte storica per lo studio dell'epoca e delle sue espressioni economiche, religiose, culturali e sociali. I personaggi descritti da Sacchetti, spesso intenti nello svolgimento di attività quotidiane come il lavoro, la cena tra amici, la vita familiare o la politica, costituiscono un paradigma interessante per gli studi storico-sociali.
Quasi tutte le novelle riportano in conclusione la cosiddetta moralisatio, dove l'autore rimprovera l'avarizia e l'ipocrisia, condanna il clero e i magistrati corrotti e le donne piene di vanità per mettere in risalto l'onestà, l'intelligenza e l'umorismo. Le frequenti accuse dirette a riprovevoli comportamenti di personaggi noti di cui Sacchetti faceva apertamente il nome valsero al novelliere la sottoposizione a censura.
Il testo, che è costruito sul tipo dell'exemplum, si rifà al Decamerone ma anche dalla tradizione orale del popolo, ed è scritto in una lingua che risente di dialettismi, parole del gergo, modi della lingua parlata, e notevoli libertà di carattere sintattico.

## Tradizione
La tradizione del Trecentonovelle a noi nota ebbe inizio quando Vincenzo Borghini si trovò per le mani un testimone già in cattive condizioni, mutilo dell'inizio e della parte finale e con numerose lacune. Decise così di trarre una copia del testo per salvarne il contenuto, la quale venne poi prestata ai Medici affinché ne traessero a loro volta un esemplare che tutt'oggi si trova nella Biblioteca Medicea Laurenziana come Laurenziano XLII 11.
I filologi che si occuparono del novelliere ebbero inizialmente difficoltà ad individuare la copia fatta eseguire da Borghini, finché Michele Barbi non riuscì nell'impresa. Lo studioso ipotizzò che il manoscritto fosse diviso in due parti: quando i Medici chiesero a Borghini il testo per trarne una copia, egli dovette mandar loro la prima parte del novelliere, oggi riconosciuta nel codice Magliabechiano VI 112, che venne copiata e restituita al proprietario; Borghini inviò allora la seconda parte dell'opera, che venne copiata ma mai restituita, e che da allora entrò a far parte della Biblioteca Medicea Laurenziana come Laurenziano XLII 12 accanto alla trascrizione medicea.
Nel 1571 Borghini fu incaricato, insieme ad altri membri dell'Accademia degli Umidi, di sottoporre il Decamerone a censura per permettere al testo di circolare senza essere messo all'Indice. Decise poi di fare lo stesso con le novelle di Sacchetti, producendo una nuova edizione rivista ed emendata che prese il nome di Scelta, la quale, nonostante l'intento iniziale, non venne mai data alle stampe. L'esemplare migliore noto della Scelta era il codice Trivulziano 192, prima conservato alla Biblioteca Trivulziana e oggi perduto, probabilmente distrutto durante i bombardamenti dell'agosto 1943. Del Trivulziano 192 restano le riproduzioni fotografiche conservate all'Accademia della Crusca.
Alla morte di Borghini nel 1580, la prima parte del novelliere, fino ad allora in suo possesso, avrebbe dovuto raggiungere l'altra metà presso la Biblioteca Medicea Laurenziana, ma venne invece acquisita da Antonio da Sangallo che, consapevole di possedere solo la prima metà del testo, lo integrò con alcune delle novelle mancanti tratte forse da una Scelta in suo possesso. Da questo lavoro di completamento nacquero dei blocchi di novelle ben riconoscibili, dalla giustapposizione dei quali derivano tutti i successivi testimoni della tradizione manoscritta a noi noti.

## Edizioni complete
- Franco Sacchetti, Il Trecentonovelle, a cura di Vincenzo Pernicone, Sansoni, Firenze, I ed. 1946, pp. XXVI-614.
- id., Il libro delle Trecentonovelle, a cura di Ettore Li Gotti, Collana Il Centonovelle: Novelliere antico e moderno, Bompiani, Milano, 1946, pp. 779.
- id., OPERE, a cura e con l'introduzione critica di Aldo Borlenghi, Collana Classici, Rizzoli, Milano, 1957, pp. 1143.
- id., Il Trecentonovelle. A cura di Emilio Faccioli, Collana NUE n. 111, Einaudi, Torino, 1979.
- id., Il Trecentonovelle, a cura di A. Lanza, Sansoni, Firenze, 1984.
- id., Il Trecentonovelle, a cura di Valerio Marucci, Collana I Novellieri Italiani, Salerno Editrice, Roma, 1996, ISBN 978-88-8402-199-1, pp. XLIV-904.
- id., Il Trecentonovelle, a cura di Davide Puccini, Collana Classici Italiani, UTET, Torino, 2004-2012, ISBN 978-88-02-06056-9, pp. 748.
- id., Le trecento novelle, edizione critica a cura di Michelangelo Zaccarello, SISMEL-Edizioni del Galluzzo, Firenze, 2014.